# Slovo pacana. Krov na asfaltě
Slovo pacana. Krov na asfaltě (v ruském originále Слово пацана. Кровь на асфальте) je osmidílný ruský televizní seriál z roku 2023 na motivy knihy Roberta Garajeva Slovo pacana: Kriminalnyj Tatarstan 1970–2010. Seriál sleduje krátké období v životě několika členů fiktivního pouličního gangu Universam v druhé polovině 80. let v období, kdy se v sovětské Kazani vyskytoval tzv. kazaňský fenomén, tedy extrémní nárůst závažné kriminality mladistvých. Seriál dosáhl značné popularity v mnoha postsovětských zemích, stal se kulturním fenoménem, vzbudil však také nebývalou konroverzi.

## Děj seriálu
14letý nadaný student a hudebník Andrej Vasiljev žije na sídlišti v Kazani se svou matkou Světlanou a pětiletou sestrou Júlií. Jednoho dne je společně se svým spolužákem Iskanderem napaden Maratem Suvorovem, stejně starým členem místního gangu Universam. Iskander je Maratem navíc okraden a tyto peníze chce vrátit od Andreje, kterému začne vyhrožovat. Shodou okolností dostává Andrej ve škole za úkol doučovat Marata angličtinu. Rychle se spolu spřátelí a aby získal ochranu před Iskanderem a členy pouličních gangů, stává se sám členem Universamu. Postupně se zapojuje do méně závažných kriminálních aktivit. Zároveň zjišťuje, jak striktními pravidly se musejí členové skupiny řídit. Za každý prohřešek následuje tvrdý fyzický trest a Andrejova matka začne mít podezření, že je šikanován. Během výletu gangu do Moskvy, kde se s Maratem pokouší oloupit místního muže, je Andrej poprvé zadržen a předán oddělení kazaňské policie, která se věnuje kriminalitě mladistvých. Setkává se s inspektorem Ildarem a mladou pomocnicí policie Irinou, do které se zamiluje. Ildar a Irina se snaží získat Andreje ke spolupráci, ten však odmítá. Marat se v hudební škole, kterou Andrej navštěvuje, seznamuje s Ajgul Achmerovou a postupně se z nich stává pár. Jednoho dne je Světlana na ulici obehrána vůdcem Universamu Kašejem ve skořápkách. Při hře prohrává nejen své peníze, ale také drahou čepici z kožešiny. Z války v Afghánistánu se vrací Maratův starší bratr Vladimír "Vova" "Adidas" Suvorov, který patří do nejužšího vedení Universamu. Od Marata se dozvídá, že Kašej okradl matku člena vlastního gangu. Vova za to Kašeje otevřeně kritizuje, ten však jeho výtky nebere nijak v potaz. Marat přepadává svou učitelku angličtiny a krade jí podobnou kožešinovou čepici, kterou poté s ostatními členy gangu slavnostně předává Světlaně, která věří, že se na ni "Andrejovi kamarádi" složili.
Jednoho večera jsou dva mladí členové Universamu Kirill a Jeralaš napadeni na autobusové zastávce skupinkou z konkurenčního gangu. Kirilla zavře řidič v autobusu, aby ho před útočníky ochránil. Jeralaš však zůstává na ulici a je ukopán k smrti. Kirill se bojí trestu za zbabělost, proto se raději sám poraní na hlavě a o útoku lže. Kašej se však dozvídá pravdu, Kirill je následně ostatními zbit a vyloučen. K Andrejově nevoli se inspektor Ildar sbližuje s jeho matkou. Díky tomu se mu však podaří zjistit, že hlavním podezřelým z vraždy Jeralaše je Ravil Isakov z gangu Kadi Taktaš. Kašej však odmítá pomstu. Nechce riskovat pro tak bezvýznamného člena gangu. Vova s ním však opět nesouhlasí. Je přesvědčen, že je nutné postavit se za každého člena skupiny a sám zorganizuje trestnou výpravu, která končí vážným zraněním několika chlapců z obou skupin včetně Isakova, Andreje, Vovy a jeho pobočníka Turba. Andrej se v nemocnici dozvídá, na kterém pokoji Isakov leží. Vplíží se dovnitř a brutálně ho zbije. Isakov v důsledku útoku končí v kómatu. Druhý den do nemocnice dorazí Marat aby varoval ostatní, že se Kadi chystají zaútočit. S pomocí mladé zdravotní sestry Nataši utíkají ukradenou sanitkou. 
Irina se snaží vrátit Andreje k hudbě a seznamuje ho s kapelou, která hledá klávesistu. Jak se však ukazuje, historku o chybějícím hudebníkovi si vymyslel frontman skupiny John, aby se jí zavděčil, jelikož má o ní zájem. Také Andrejova matka se ho snaží dostat ze spárů gangu a podá za něj přihlášku do vojenské školy. Andrej však pohovor sabotuje když hrubě uráží přijímacího důstojníka. Po svém zotavení Vova organizuje vzpouru proti Kašejovi, vylučuje ho z Universamu a sám se stává jeho vůdcem. Přepadená učitelka angličtiny obviňuje z útoku Marata. Jeho otec se nedokáže smířit s ostudou, kterou mu synovo chování způsobilo a vyhazuje ho z domu. Světlana si čepici bere na třídní schůzku, kde jí učitelka angličtiny ukazuje svoje iniciály vyšité na její vnitřní straně. Světlana pochopí, že Andrej je do přepadení učitelky zapletený, psychicky se zhroutí a musí být hospitalizována. Andrej se o malou sestru Júlii chce postarat sám. To však, vzhledem k jeho věku, není možné. Zároveň se stává hlavním podezřelým z útoku na Isakova, Vova však celou věc řeší pomocí úplatků za nadstandardní zdravotní péči. Při návštěvě nemocnice se opět setkává se zdravotní sestrou Natašou a projevuje o ní zájem. Starší z gangu Kadi Taktaš uznávají, že Isakovovo napadení bylo spravedlivou odplatou za smrt Jeralaše a s Universamem uzavírají příměří.
Členové Universamu dostávají od místního muže nabídku sledovat za poplatek v jeho bytě zahraniční filmy na videokazetách. Po této zkušenosti se rozhodnou přehrávač i s kazetami ukrást a v zadní části jednoho z obchodů ve své čtvrti začít s vlastním promítáním. O Maratovu Ajgul projevuje zájem Kolik Roma, člen konkurenčního gangu Dom Byta. Skupina starších z tohoto gangu navštěvuje jednoho dne promítací místnost Universamu, přítomné členy napadnou a pokusí se přehrávač a kazety ukrást. Ajgul jim však přehrávač odmítá vydat a proto jí unesou. Vova, jeho zástupce Zima a Marat se vydávají vyjednávat. Vůdce Dom Byta "Žlutý" však na smluvenou schůzku dorazí s posilami. Ukazuje se, že původní majitel přehrávače odváděl tomuto gangu peníze. Žlutý nechá trojici zbít, sebere jim auto, které si Vova tajně půjčil od otce, a chce po nich zaplatit 300 rublů jako odškodné. Vovu navíc donutí pokleknout a omluvit se, nebo Maratovi uříznou ucho. Vova chce svého bratra ušetřit a proto se omluví, což pro člena gangu znamená tu nejhorší potupu a okamžitou ztrátu autority. Po svém návratu se dozvídají, že Ajgul se ještě nevrátila, proto se pro ní Vova sám vydává do kavárny, kde se Dom Byta pravidelně scházejí. Od Žlutého se dozvídá, že jí měl v jejich nepřítomnosti na starosti Kolik, který jí znásilnil, za což byl z gangu okamžitě vyloučen. Jako omluva je Vovovi prominut dluh a vráceno auto. Vova však vytáhne revolver, několik přítomných členů Dom Byta postřelí a Žlutého zabije. Znásilněná dívka je automaticky považována za špinavou a nemravnou. Její partner čelí opovržení a musí být z gangu vyloučen. Ajgul a Vova proto o znásilnění mlčí, a to i před Maratem. Policie chce incident vyšetřit, ale otec Ajgul nesouhlasí. Chce, aby se na věc co nejrychleji zapomnělo. Marat se snaží Ajgul rozveselit a bere jí na taneční zábavu. Zde je ostatními vřele přijata a dobře se baví. Během večera se však Turbo dozvídá pravdu o jejím znásilnění a tuto informaci rozšíří mezi účastníky akce. Ajgul se okamžitě stává terčem hrubých nadávek a útoků a když později nenalezne podporu ani u svých rodičů, spáchá sebevraždu skokem z okna.  
Vova se stává hledaným pro vraždu Žlutého a musí se skrývat. S Naděždou plánuje odchod z Kazaně a vzdává se vedení gangu ve prospěch Zimy. Naděžda ho odváží na vesnici, kde se koná pohřeb jejího bratrance. Jak se ukáže, je jím Žlutý, o jehož členství v gangu neměla Nataša ani její rodina nejmenší tušení. Na pohřbu je Vova odhalen coby jeho vrah a Naděžda od něho utíká zpět do města. Návrat Světlany z léčení ztroskotává ve chvíli, kdy v důsledku své narušené psychiky zapomene malou Jůlii před obchodem. Následně musí být opět hospitalizována. Júlie je odebrána úřady. Marat se ve škole dozvídá o smrti Ajgul. Vzápětí je vyloučen z Universamu, protože se stýkal s nečistou dívkou. Je také vyslýchán policií kvůli zodpovědnosti jeho bratra za smrt Žlutého. Vovu se rozhodne krýt, ale zároveň slibuje vyšetřovatelům pomoc při zátahu proti Universamu. Pomstít se chce především Turbovi, který informaci o znásilnění Ajgul rozšířil a tím zavinil její smrt a jeho vyloučení z gangu. Vovovi krade revolver, kterým zastřelil Žlutého. Následně narušuje schůzi Universamu a Turba vyzývá na souboj. Během něho mu revolver strká do kapsy. O chvíli později místo obkličuje policie a několik členů gangu, včetně Andreje, zatýkají. U Turba sice nacházejí revolver, nejsou na něm však žádné otisky prstů a je tedy jasné, že mu byl podstrčen. S policií spolupracuje také dříve vyloučený Kirill, který potvrzuje, že vražedná zbraň nepatří Turbovi, ale Vovovi. Marat přesto získává ocenění za pomoc policii, které mu přijde domů odevzdat starší komsomolec Denis. Maratův otec uznává, že se v něm zmýlil a je na něj poprvé opravdu hrdý.   
Denis představuje Maratovi ostatní členy Komsomolu a jejich výrobnu džínů, díky které si mohou legálně přivydělat. Mezi komsomolci jsou i bývalí členové několika gangů. Andrej je díky Ildarovi propuštěn a míří za Irinou, která se rozhodla osvojit si jeho sestru, aby neskončila v dětském domově. Nabízí mu, že může zůstat s nimi, pokud se vzdá života v gangu. Vezme ho na schůzi Komsomolu, kde se má Marat ucházet o členství a doufá, že si z něho vezme příklad. Jen o pár minut později však Andrej Marata potkává venku a za jeho zradu ho zbije. Jejich přátelství tím definitivně končí. Andrej si také brzy uvědomuje, že Irinin vztah k němu je čistě platonický a opravdu se mu pouze snaží pomoci, zatímco se stále více sbližuje s hudebníkem Johnem. Andrej proto nechá Johna zbít a varuje ho, ať se od ní drží co nejdále. John od sebe ve strachu z Universamu Irinu hrubě odhání. Vova se setkává s Maratem, aby se rozloučil a dal mu peníze na oslavu otcových narozenin. Marat ho obviňuje ze zbabělosti a zodpovědnosti za smrt Ajgul. Vova se od matky dozvídá, že policie vyslýchala jeho otce, který kvůli tomu zkolaboval. Naděždu, která pochopila, co byl její bratranec doopravdy zač, vyzvedává na ubytovně, kde jen se štěstím unikne Ildarovi, který jí přišel vyslechnout. Společně mají namířeno do Abcházie, která jim zaručí potřebnou anonymitu. Před odjezdem se však chce ještě zastavit za svým otcem v restauraci, kde slaví své narozeniny. Pozvaní hosté účast kvůli Vovově zločinu odmítli a osamělý otec se s vrahem bavit nechce. Jeden ze zaměstnanců restaurace přivolává policii. Na místo přijíždí Ildar s posilami a Vova je jím při útěku zastřelen. Denis se chce odvděčit Maratovi za vstup do Komsomolu a předhazuje mu Kolika, který znásilnil Ajgul. Marat ho brutálně zbije a následně upadá v zoufalý pláč. Poslední scéna seriálu zobrazuje vězení, kde Andrej při pěveckém vystoupení doprovází spoluvězně na klavír.  

## Námět
Děj seriálu se odehrává během perestrojky na konci 80. let v metropoli Tatarstánu Kazani. V tomto období zde dosahoval vrcholu takzvaný kazaňský fenomén. V důsledku rychlé industrializace v 70. letech docházelo k příchodu mnoha rodin pracovníků průmyslových podniků z vesnic na sídliště ve velkých městech. Na tyto demografické změny nebyla některá z nich připravena. V Kazani například naprosto chybělo zázemí a volnočasové aktivity pro dospívající, kteří si zábavu museli obstarat jinými způsoby. Mladí návštěvníci provizorní posilovny ve čtvrti okolo podniku Teplokontrol založili první z kazaňských gangů pod názvem Tyap-Lyap. Ten se původně věnoval pouze drobné kriminalitě, postupně však rostla závažnost zločinů páchaných jeho členy. Po vzoru Tyap-Lyapu se v dalších částech města zformovaly podobné skupiny, kterým se říkalo motalky. Ty si chránily své území a často mezi jednotlivými gangy docházelo ke krvavým konfliktům. 31. srpna 1978 zaútočilo několik desítek členů Tyap-Lyapu na konkurenční klan Novotatarskaja Sloboda. Během útoku bylo zraněno několik desítek osob, včetně náhodných kolemjdoucích. Dva lidé přišli o život. Při následné policejní akci bylo zatčeno více než 80 členů Tyap-Lyapu a jejich vůdce Zavdat Chantimirov byl popraven. O této události informovalo na západě rádio Hlas Ameriky. Ačkoliv měl zásah policie působit preventivně, stal se přesný opak a na konci 70. let už v Kazani působilo více než 100 podobných gangů. Autor knižní předlohy Robert Garajev označil za jednu z dalších příčin obrovského rozmachu kriminality na konci 70. let velkou amnestii při příležitosti 60. výročí Velké říjnové revoluce, ke které došlo v roce 1977. Ta přinesla propuštění tisíců zkušených zločinců, kteří se připojili k lokálním gangům s převážně náctiletými členy a tyto skupiny postupně přivedli k závažnějším formám kriminality.
V 80. letech, kdy se seriál odehrává, byly gangy v Kazani už natolik rozšířené, že zkušenost s nimi měl v podstatě každý obyvatel tohoto města. Mladý člověk, který nebyl členem některé z lokálních skupin, neměl žádnou ochranu a stával se jejich pravidelnou obětí. Takovým jedincům se pohrdavě říkalo čužpan (чушпан). Příslušník některého z gangů byl poté označován jako pacan (пацан). Podle některých odhadů se v období trvání kazaňského fenoménu hlásila k některému z gangů až třetina místních mladistvých. Sám autor předlohy Robert Garajev působil mezi lety 1989 a 1991 v gangu Nizy. Seriál věrně vyobrazuje tradiční uspořádání gangu, kde nejnižší skupinu tvoří takzvané skořápky, tedy chlapci ve věku do 13 let (v seriálu např. Kirill a Jeralaš). Nejpočetnější skupinu tvořili superi (14 - 17 let; v seriálu např. Marat a Andrej). Mladí (17 - 19 let; v seriálu např. Zima a Turbo) páchali většinu násilných trestných činů. Všechny tyto skupiny podléhali starším (v seriálu např. Vova a Kašej). Některé gangy vedl výrazně starší vůdce. Gangy prosazovaly velmi tvrdou disciplínu s jasnými pravidly a systémem trestů. Tuto hierarchii a pravidla zřejmě jednotlivé skupiny převzaly od Tyap-Lyapu. 
K postupnému poklesu kriminality v Kazani došlo až po pádu Sovětského svazu. V roce 1997 byl přijat zákon postihující organizovaný zločin. Většina pouličních gangů postupně zanikla, ostatní se staly méně nápadnými. Mnoho původních členů se přidalo k daleko sofistikovanějším odnožím ruskojazyčné mafie. Počet mladistvých delikventů v Kazani se v 21. století postupně ustálil a nadále již výrazněji nevybočoval z ruského průměru.

## Reakce
Seriál zaznamenal velký úspěch mezi mladými diváky ve většině postsovětských zemích. Zároveň se však objevilo velké množství negativních reakcí týkajících se především jeho námětu a původu.

### Rusko
Krátce po svém uvedení vzbudilo Slovo pacana obrovský zájem mezi mladými lidmi. Na začátku prosince 2023 se série umístila na čtvrtém místě v žebříčku 250 nejlepších televizních seriálů podle ruského internetového portálu Kinopoisk s hodnocením 9 z 10 na základě více než 250 tisíc uživatelských hlasů (prohrála se seriály Game of Thrones, Breaking Bad a Sedmnáct zastavení jara. Redaktoři webu Kinopoisk umístili seriál na první místo v seznamu „Nejlepší ruské televizní seriály“ v roce 2023.
V prosinci 2023 se skladba Pyala (v Tatarštině „sklo“) ze stejnojmenného alba skupiny Aigel, vydaného v roce 2020, umístila na vrcholu globálního žebříčku Shazam. Tento úspěch pramenil z toho, že skupina Aigel byla vynechána z titulků seriálu kvůli zrušení koncertů v Rusku a emigraci jejích členů poté, co učinili protiválečné prohlášení po zahájení ruské invaze na Ukrajinu. Diváci, kteří chtěli zjistit autora této písně, proto často využívali službu Shazam, která identifikuje skladby podle zvukové stopy. Kromě Shazamu se skladba umístila na prvním místě také v žebříčcích Yandex Music, VK, Apple Music v Rusku, Kazachstánu, Ukrajině, Bělorusku, Kyrgyzstánu, Lotyšsku a Estonsku a také ve Spotify v Rusku, Kazachstánu, Ukrajině a Bělorusku.
Oficiální místa seriál obecně odsoudila jako propagaci násilí a kriminálního životního stylu. Objevily se obavy, zda popularita Slova pacana nepovede k nové vlně organizované kriminality mladistvých. Podle zpráv se na sociální síti VK a chatovací platformě Telegram začaly formovat skupiny mladých lidí, které si začaly dělit území svých měst, formovat party, které nesly jména gangů zmíněných v tomto seriálu a používat stejný slang. 2. prosince 2023 oslovil v Irkutsku sedmnáctiletého chlapce na zastávce autobusu podobně starý mladík a zeptal se ho, zda patří k nějakému gangu. Po negativní odpovědi ho označil za čužpana a zaútočil na něj nožem. Spojitost se seriálem se nepodařilo prokázat, protože útočník uvedl, že ho nesledoval. Vyšetřován byl také případ ze Sarmanovského okresu, kde si skupiny mladých lidí rozdělily území stejně jako v seriálu. Po svém zadržení uvedli, že se jednalo o pouhý žert.
Zástupci Tatarstánu odmítli svolit s natáčením přímo v Kazani kvůli "otevírání starých ran", proto byly nalezeny vhodné lokace ve městě Jaroslavl. Kazaňský politik Ruslan Aysin, který sám působil v jednom z gangů, litoval, že potenciál seriálu nebyl využit k propagaci turismu v regionu tak, jako se to povedlo v případě obce Corleone díky filmu Kmotr. Situaci kolem popularity seriálu označil za psychicky náročnou a velmi osobní. Ombudsmanka pro Tatarstán Irina Voliněcová upozornila, že tento seriál poškozuje mravnost a mentální zdraví mladých občanů. Rustam Minnichanov, prezident Tatarstánu, zdůraznil, že je potřeba na podobné snahy "romantizovat období zvýšené kriminality náctiletých zareagovat" a že seriál "není v souladu s tím, o co se svou politikou snaží". Zástupce Sverdlovské oblasti ho dokonce označil za "sabotáž proti ruskému lidu". V ruském parlamentu se však dočkal paradoxně zastání, protože cenzura je podle zákona v Rusku ilegální. Západní experti upozornili, že k zákazu seriálu nedošlo spíše kvůli tomu, že byl financován ze státních prostředků.

### Ukrajina
Stejně jako v Rusku i na Ukrajině se Slovo pacana stalo fenoménem mezi mladými diváky. K jeho sledování se přiznali i některé vlivné internetové osobnosti. Služba bezpečnosti Ukrajiny vydala 7. prosince 2023 oficiální prohlášení, podle kterého je tento seriál financován z prostředků Ruské federace a neměl by ho proto na Ukrajině nikdo sledovat. Seriál je zde oficiálně zakázán, šíří se však pomocí pirátského stahování a Telegramových účtů. 9. prosince vyzval bývalý ukrajinský prezident Petro Porošenko veřejnost, aby tento seriál nesledovala. Herečka Irina Vitovská dokonce žádala postih pro kohokoliv, kdo by tak učinil. Proti seriálu se na svých stránkách postavilo i ministerstvo kultury, které jeho sledování označilo za podporu terorismu a financování války. Další ukrajinská herečka, Lena Čičenina, vyjádřila názor, že seriál vzbuzuje nostalgii po životě v Sovětském svazu a označila tento postoj za stejně nebezpečný, jako je samotná válka. Portál Visit Ukraine upozornil na to, že finance na natáčení poskytl Institut pro rozvoj internetu, který stojí za mnoha propagandistickými videi a v jehož dozorčí radě působí lidé jako Margarita Simonjanová či Sergej Kirijenko. Zpravodajský server OBOZ.UA na extrémní nárůst popularity tohoto seriálu zareagoval seznamem pěti neruských seriálů, které lze sledovat místo něho.
Objevili se však také veřejně známé osobnosti, které se seriálu zastali. Televizní moderátor Vadym Karpjak vyjádřil své pochopení pro jeho popularitu na Ukrajině, protože zde jednoduše nic podobného nevzniklo, ačkoliv by se takové dílo dalo natočit například o nárůstu kriminality v Charkově či Dněpropetrovsku v 80. letech. Příčinu lze, podle něho, hledat v mnohem efektivnějším financování filmového průmyslu v Rusku, než je tomu na Ukrajině. Podobný názor vyjádřil i vojenský komentátor Viktor Tregubov, podle kterého zákazy ruské tvorby nic neřeší, patriotismus nemůže vykompenzovat kvalitu a je postě nutné vytvářet lepší díla domácí produkce. Zakladatel televizní stanice 1+1 Alexandr Rodňanskij ocenil profesionální úroveň seriálu, která vedla k tomu, že dokázal překonat hranice i během války. Někteří ukrajinští fanoušci seriálu namítli, že nijak neglorifikuje Sovětský svaz ani Rusko. Naopak zobrazuje selhání autorit při potírání zločinu, všudypřítomnou chudobu a úpadek. Do projektu byli také zapojeni někteří kritici režimu. Režisér Žora Križovnikov se sice k válce na Ukrajině otevřeně nevyjádřil, v roce 2016 však hovořil v krymské odnoži stanice Svobodná Evropa o své neochotě točit o okupovaném Krymu. Svobodná Evropa je v Rusku považována za platformu pro nepřátelské zahraniční agenty. Aigel Gaisina, jehož písně v seriálu zazněly, se otevřeně vymezil proti ruské agresi na Ukrajině. Ve významné roli hudebníka Johna se objevuje syn známého kritika ruské vlády Andreje Makareviče Ivan.